# Chiesa di Sant'Antonio di Padova (Udine)
La chiesa di Sant'Antonio di Padova è la parrocchiale di Rizzi, frazione di Udine, in provincia ed arcidiocesi di Udine; fa parte del vicariato urbano di Udine.

## Storia
Si sa che a Rizzi fu costruita una chiesetta nel 1718. Il campanile venne costruito intorno alla metà del XIX secolo.
Nel 1904, con l'aumento della popolazione, il parroco di Rizzi chiese alla Curia di poter edificare una nuova chiesa, più grande.
Nel 1905, con l'approvazione della Curia, cominciò la costruzione della nuova parrocchiale, in stile neogotico. I lavori, però, procedettero lentamente e l'edificio poté essere detto concluso soltanto nei primi anni sessanta. La consacrazione della chiesa venne impartita nel 1965. Nel 2011, si concludono i lavori di restauro del campanile grazie al lascito testamentario di Ines Rizzi, membra della storica famiglia che diede il nome alla frazione.   

## Galleria d'immagini

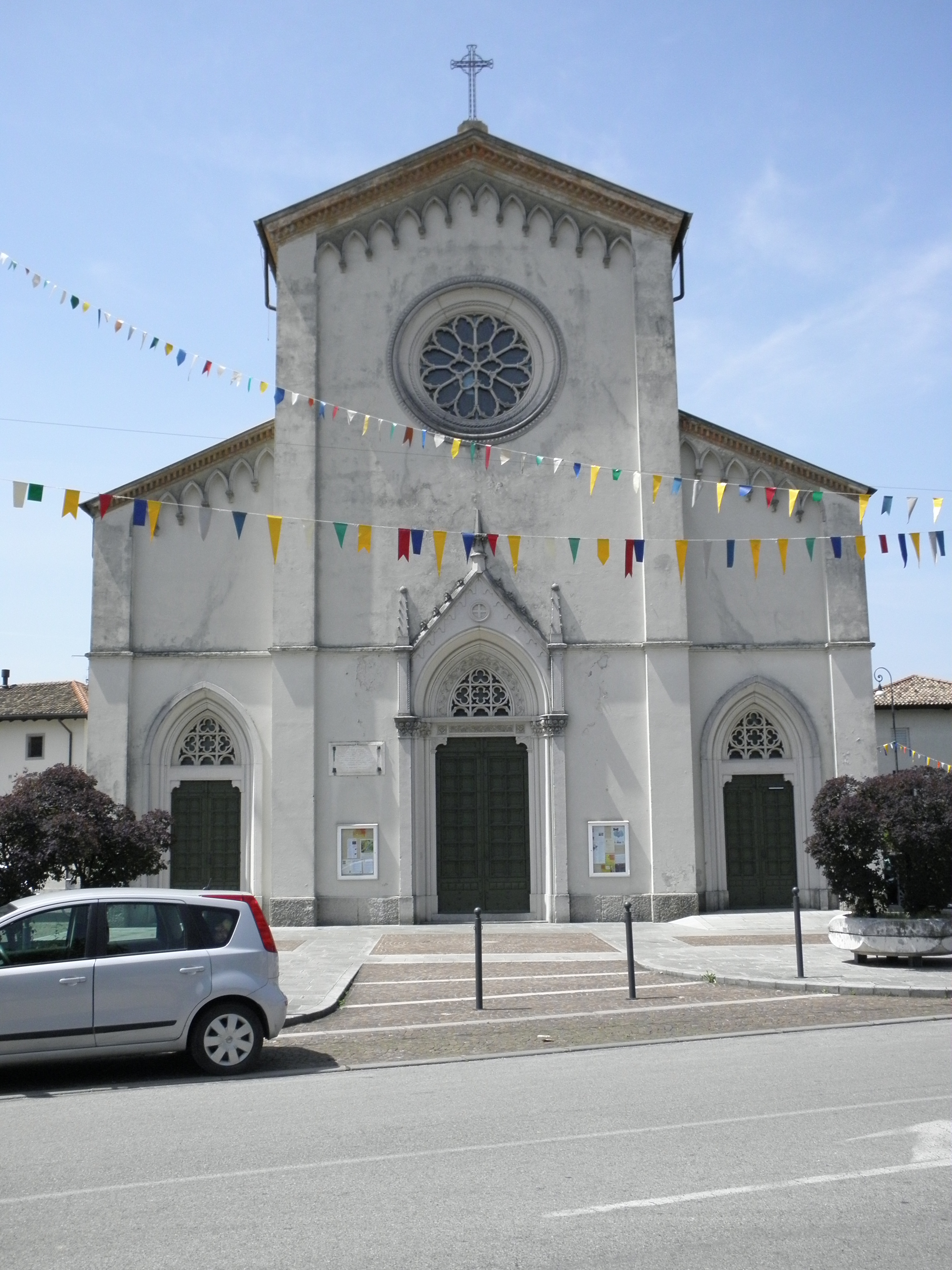
La facciata
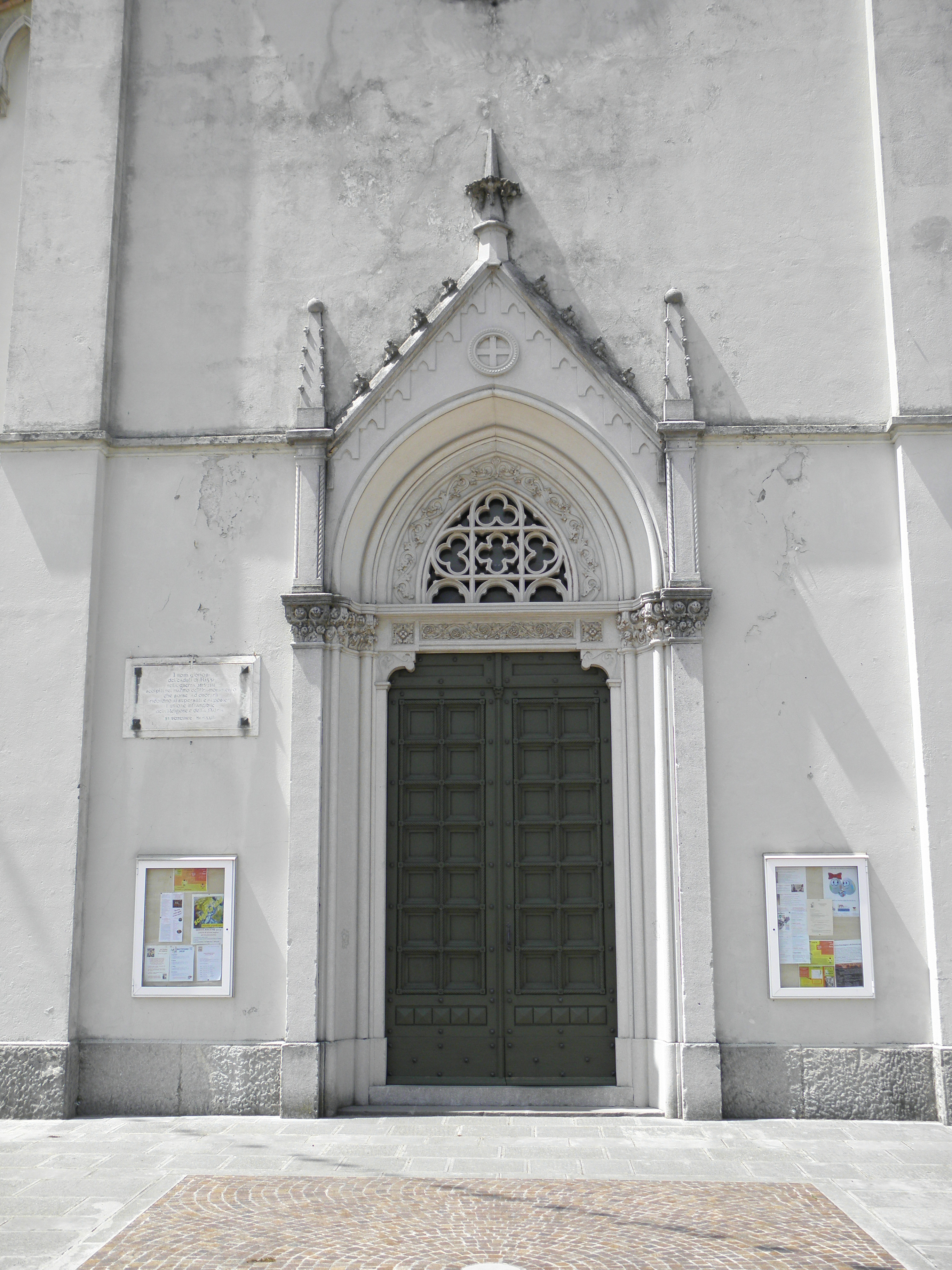
Il portale
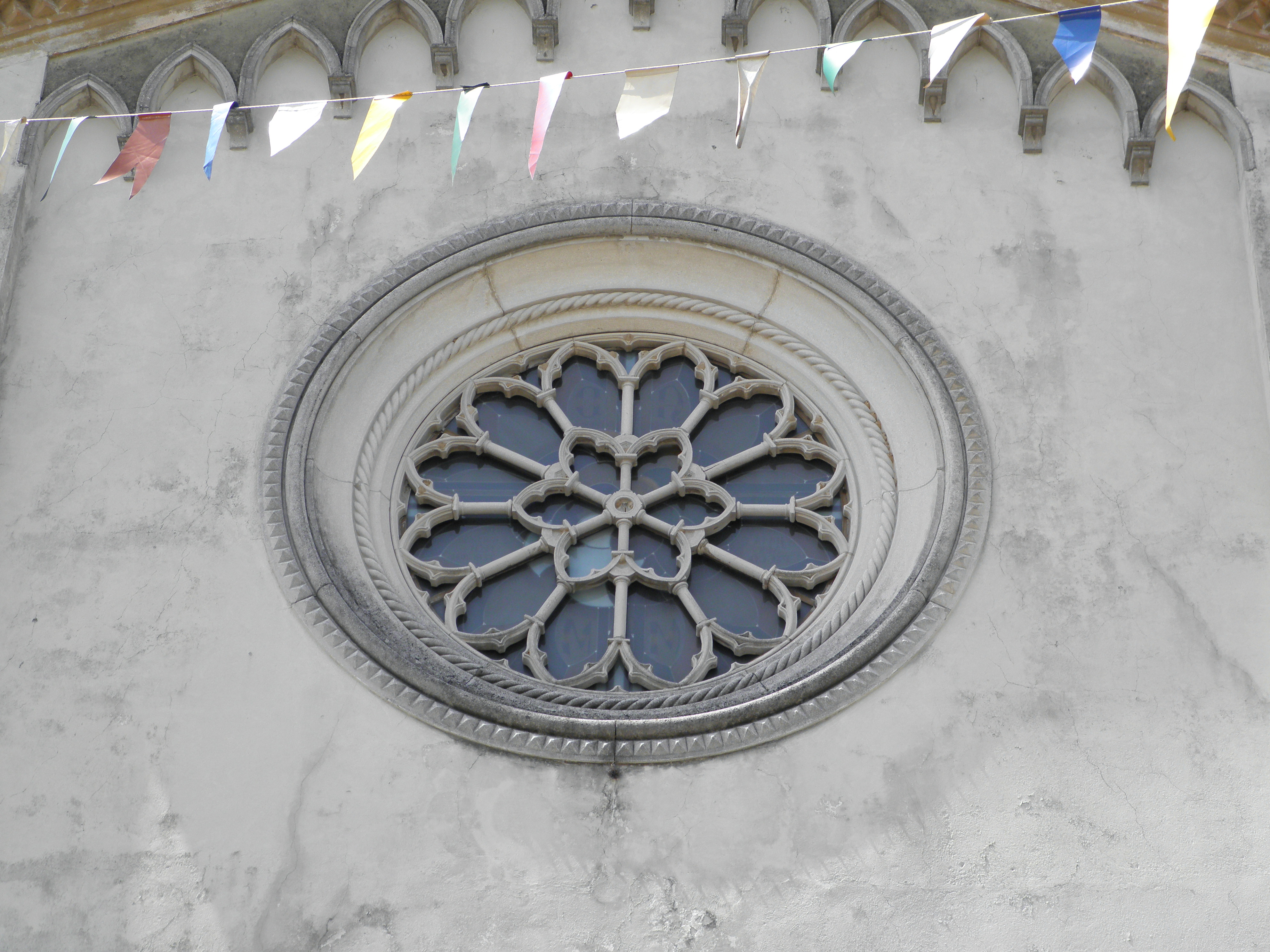
Il rosone
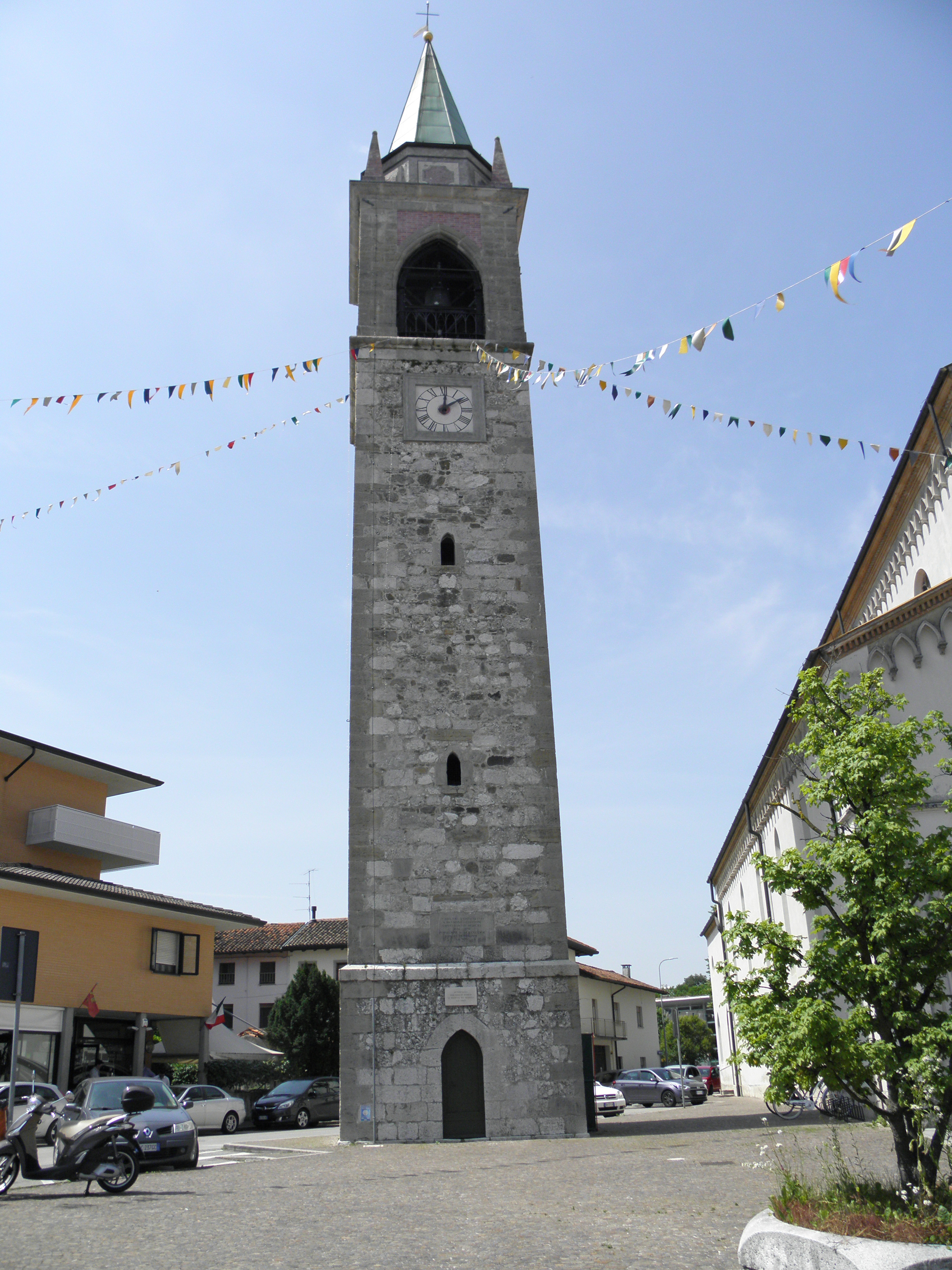
Il campanile